# Borod
Borod là một xã thuộc một ‘‘Verbandsgemeinde’’ - ở huyện Westerwald trong bang Rheinland-Pfalz, Đức. Xã Borod có diện tích 3,14 km².